# 官亭站
官亭站是一个京广线上的铁路车站，位于河南省长葛市官亭乡，建于1919年，目前为四等站，距北京西站744公里，距广州站1550公里，邮政编码为461541。目前客运：办理旅客乘降；行李、包裹托运；货运：办理整车货物发到。